# سان خوان دي لا نافا
بلدية سان خوان دي لا نافا (بالإسبانية: San Juan de la Nava) هي بلدية تقع في مقاطعة آبلة التابعة لمنطقة قشتالة وليون وسط إسبانيا.

## الديموغرافيا
بلغ عدد سكان بلدية سان خوان دي لا نافا 516 نسمة عام 2011 (وفقاً للمعهد الوطني للإحصاء الإسباني).
| 704 | 695 | 657 | 619 | 677 | 638 | 516 |